# Diversidad sexual en Pakistán
Las personas lesbianas, gays, bisexuales y transgénero (LGBT) en Pakistán enfrentan dificultades sociales en comparación con las personas no LGBT. Incluso en las grandes ciudades, los gays y las lesbianas deben ser muy discretos sobre su orientación sexual. La ley paquistaní prescribe sanciones penales por actos sexuales entre personas del mismo sexo. El Código Penal de Pakistán de 1860, desarrollado originalmente bajo el Raj británico, tipifica como delito la sodomía con posibles penas de prisión de dos años a cadena perpetua y multas. El Código Penal posee otras disposiciones que afectan los derechos humanos de los pakistaníes LGBT, bajo el pretexto de proteger la moral y el orden públicos. A pesar de su ilegalidad, las autoridades de Pakistán no suelen perseguir los actos homosexuales.
La discriminación y desaprobación de la comunidad LGBT y el estigma social asociado, que puede conducir al acoso y la violencia, dificultan que las personas LGBT tengan relaciones estables. Sin embargo, la comunidad LGBT aún puede socializar, organizarse, tener citas e incluso, en casos excepcionales, vivir juntos como pareja, si se hace principalmente en secreto.
Los encuentros sexuales entre parejas del mismo sexo son más accesibles en Lahore, en particular para hombres homosexuales y bisexuales. Como resultado de la globalización, el aumento de las tendencias de liberalización y el avance de la tolerancia social, las fiestas gay privadas en Lahore han ido en aumento durante varios años. Además, hay un número creciente de personas, generalmente de familias más ricas y educadas, que se sinceran con sus amigos y les presentan a su pareja del mismo sexo.
En 2018, el Parlamento aprobó la «Ley de personas transgénero (protección de los derechos)» que estableció amplias protecciones para las personas transgénero. Anteriormente, en un fallo histórico de 2009, la Corte Suprema de Pakistán falló a favor de los derechos civiles de los ciudadanos transgénero y otros fallos judiciales confirmaron y aumentaron estos derechos. Pakistán no tiene leyes de derechos civiles que prohíban la discriminación o el acoso por motivos de orientación sexual. Ni los matrimonios entre personas del mismo sexo ni las uniones civiles están permitidos por la ley actual y casi nunca se mencionan en el discurso político.

## Legalidad de la actividad sexual entre personas del mismo sexo
La ley pakistaní es una mezcla de la ley británica y la ley islámica. La sección del Código Penal que penalizaba las relaciones consentidas entre personas del mismo sexo fue heredada del gobierno colonial del Raj británico y se remonta al 6 de octubre de 1860. Escrito por Thomas Macaulay, el entonces llamado Código Penal indio de 1860 convertía a los hombres del mismo sexo en personas sexuales. actos ilegales bajo la ley británica de "delitos antinaturales". Después de que Pakistán obtuviera la independencia en 1947, el Parlamento retuvo el Código Penal, simplemente cambiando el título a Código Penal de Pakistán (Ley XLV de 1860). Dentro del Código Penal, el artículo 377 ("Delitos contra natura") establece: "El que voluntariamente tenga relaciones carnales contra natura con cualquier hombre, mujer o animal, será reprimido con pena privativa de libertad... de dos años ni mayor de diez años, y también será pasible de multa".
Como parte de la islamización de Pakistán, en 1979 se promulgaron las Ordenanzas Hudood, que estipulan severos castigos por adulterio, fornicación, consumo de alcohol y sodomía. Las enmiendas incluían castigos corporales y capitales, como azotes de hasta 100 latigazos y muerte por lapidación si estaba casado (por adulterio). Según los informes de país de 2021 del Departamento de Estado de los Estados Unidos sobre prácticas de derechos humanos: Pakistán, las Ordenanzas Hudood no se han aplicado "desde el levantamiento de la ley marcial en 1985", y no hay casos conocidos de aplicación a la conducta sexual entre personas del mismo sexo. No se conocen ejecuciones por actividad homosexual.

### Código Penal de Pakistán de 1860
Las secciones pertinentes del Código Penal pakistaní son las siguientes:
- Artículo 141 - Una reunión de cinco o más personas se denomina "reunión ilícita" si el objeto común de las personas que la componen es... cometer cualquier daño o allanamiento u otro delito.
- Artículo 153 - Quien mediante palabras, ya sea habladas o escritas, o mediante signos, o mediante representaciones visibles, o de cualquier otro modo, induzca o intente inducir a cualquier estudiante, o a cualquier clase de estudiantes, o a cualquier institución interesada o relacionada con los estudiantes, a tomar participar en cualquier actividad política que perturbe o socave, o sea probable que perturbe o socave el orden público, será castigado con pena de prisión que podrá extenderse a dos años o con multa o con ambas.
- Artículo 268 - Es culpable de alteración del orden público la persona que realiza cualquier acto o es culpable de una omisión ilícita que causa algún daño común, peligro o molestia al público o a las personas en general que habitan u ocupan bienes en las inmediaciones, o los cuales necesariamente deben causar lesión, obstrucción, peligro o molestia a las personas que tengan ocasión de usar cualquier derecho público.
- Artículo 269 - El que ilícita o negligentemente realice cualquier acto que sepa o tenga motivos para creer que pueda propagar el contagio de cualquier enfermedad peligrosa para la vida, será reprimido con pena de prisión de cualquiera de las dos clases por un tiempo que podrá extenderse a seis meses, o con multa, o con ambas.
- Artículo 270 - El que maliciosamente realice cualquier acto que sepa o tenga motivos para creer que pueda propagar el contagio de alguna enfermedad peligrosa para la vida, será reprimido con pena de prisión de cualquiera de los dos términos que podrá extenderse hasta dos años, o con multa, o con ambas.
- Artículo 290 - Quien cometa un disturbio público en cualquier caso que no sea punible de otro modo por este Código, será castigado con una multa que puede extenderse a seiscientas rupias.
- Artículo 292 - Prohíbe la venta, distribución, exhibición, propiedad o importación de cualquier libro, folleto u otra literatura o imagen "obscena".
- Artículo 294 - Prohíbe todo acto público, canción, música o poema "obsceno".
- Artículo 371A - El que venda, arriende o enajene de otro modo a una persona con la intención de que esa persona sea empleada o utilizada en cualquier momento con fines de prostitución o relaciones sexuales ilícitas con cualquier persona o para cualquier propósito ilegal e inmoral, o sabiendo que es probable que dicha persona sea empleada o utilizada en cualquier momento para tal propósito, será castigada con una pena de prisión que podrá extenderse hasta veinticinco años, y también podrá ser sancionada con una multa.
- Artículo 371B - Cuando una mujer sea vendida, alquilada o enajenada de cualquier otro modo a una prostituta o a cualquier persona que tenga o administre un burdel, la persona que enajene a esa mujer, mientras no se demuestre lo contrario, se presume que ha dispuesto de ella con la intención de que sea utilizada con fines de prostitución. A los efectos de esta sección y la sección 371B, "relaciones sexuales ilícitas" significa relaciones sexuales entre personas que no están unidas por matrimonio.
- Artículo 377 - El que voluntariamente tenga relaciones carnales contra natura con cualquier hombre, mujer o animal, será reprimido con reclusión perpetua, o con reclusión de cualquiera de las dos clases por tiempo no menor de dos años.
- Artículo 496 - El que, deshonestamente o con intención dolosa, pasare por la ceremonia del casamiento, sabiendo que por ello no está legalmente casado, será reprimido con pena de prisión de cualquiera de los dos grados que podrá extenderse a siete años, y será sujeto a multa.

## Derechos constitucionales
La Constitución de Pakistán no menciona explícitamente la orientación sexual o la identidad de género. Contiene ciertas disposiciones que pueden afectar los derechos constitucionales de los ciudadanos LGBT paquistaníes.
- Parte II 37. El gobierno se compromete a promover los valores islámicos entre sus ciudadanos musulmanes, proteger el matrimonio y la familia y oponerse a la obscenidad.
- Parte IX 227. El Islam es la religión oficial del estado, y todas las leyes, normas, reglamentos y otras leyes similares deben ser compatibles con el Islam, tal como lo define un consejo islámico designado por el gobierno.

## Protecciones contra la discriminación
No existe legislación de derechos civiles que prohíba la discriminación en el sector público o privado por motivos de orientación sexual en Pakistán. Sin embargo, desde 2018, la discriminación por identidad de género está prohibida en una amplia gama de áreas, que incluyen empleo, educación, atención médica, acceso a bienes y servicios, vivienda y cargos públicos. La Comisión Internacional de Juristas resume la cobertura de la ley:

El capítulo tres de la Ley de personas transgénero (protección de los derechos) prohíbe la discriminación contra las personas transgénero. Establece que "ninguna persona" discriminará a una persona transgénero con respecto a una serie de contextos y enumera, entre otros, las instalaciones educativas; empleo; cuidado de la salud; acceso a bienes y servicios; alojamiento; y ocupando cargos públicos.

El Partido Verde de Pakistán ha expresado cierto apoyo a los derechos LGBT, pero la mayoría de los partidos políticos ignoran el tema de los derechos LGBT o se oponen a los derechos LGBT por motivos religiosos.
Los sociólogos Stephen O. Murray y Badruddin Khan han escrito que las leyes penales rara vez se aplican directamente, sino que la policía y otros ciudadanos las utilizan como una forma de chantaje.
En marzo de 2012, en el Consejo de Derechos Humanos de las Naciones Unidas, Hina Jilani, entonces también presidenta de la Comisión de Derechos Humanos de Pakistán y ex Representante Especial del Secretario General, dijo:

Fue muy importante recalcar que un obstáculo serio era la persistente negación de protección a las personas frente a la violencia por motivos de orientación sexual e identidad de género. Esa negación y rechazo no fue prudente para ningún Gobierno que pretendiera comprometerse con la promoción y protección de los derechos humanos. No era convincente cuando la cultura y la religión se usaban como escudo y excusa para no proteger. No había una noción de responsabilidad que permitiera a los titulares de deberes aferrarse selectivamente a la protección.

## Identidad y expresión de género

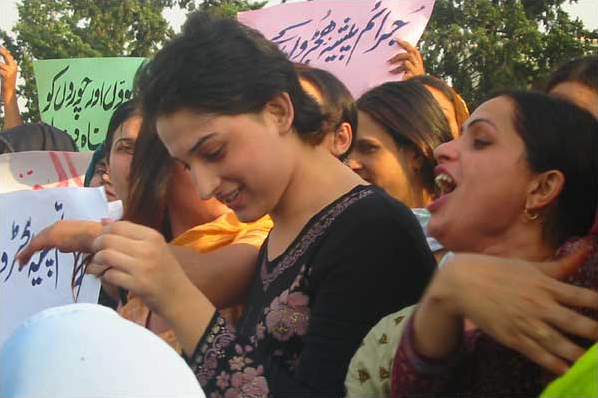
Una hijra de Pakistán en una protesta entre dos grupos de hijra de Islamabad y Rawalpindi.

En la mayoría de las naciones del sur de Asia, existe un concepto de tercer género en el que la sociedad se refiere a los miembros ni como hombre ni mujer. Pakistán no es diferente y tiene una cultura vibrante de hijras (ہیجڑا). Si bien el término se usa comúnmente en el sur de Asia, se considera despectivo en urdu y en su lugar se usa el término khawaja sara (خواجہ سرا). A veces se los denomina transgénero, intersexuales o eunucos en las publicaciones en inglés. Al igual que las personas transgénero en muchos países, a veces son objeto de burlas, abusos y violencia. Dicho esto, gozan de cierto nivel de aceptación debido a su posición en la sociedad precolonial; por ejemplo, son bienvenidos en bodas donde bailarán como entretenimiento para los hombres, y también son bienvenidos entre las mujeres. En panyabí se les conoce como khusra (ਖੁਸਰਾ) y en sindi, como khadra (کدڙا).
Su presencia en la sociedad generalmente se tolera y se considera bendecida en la cultura pakistaní. Se considera que la mayoría de los khawaja saras son descendientes culturales directos de los eunucos de la corte de la era mogol. Se cree que nacen con disforia genital y, temiendo que puedan maldecir su destino, las personas escuchan sus necesidades, les dan limosnas e invitan a su presencia en varios eventos y funciones, por ejemplo, el nacimiento de un niño, circuncisiones o bodas. Este misterio que envuelve su existencia nació del hecho de que las comunidades khawaja sara viven una vida muy reservada. En 2004, se informó que solo Lahore tiene 10 000 travestis activos.
Las personas han comenzado a aceptar la cirugía de reasignación de sexo para cambiar su sexo como una norma obligada por la disforia de género. Hay situaciones en las que estos casos han pasado a ser el centro de atención. Un fallo de 2008 del Tribunal Superior de Lahore en Pakistán autorizó a Naureen, de 28 años, a someterse a una operación de cambio de sexo, aunque la decisión solo se aplicaba a las personas que padecían disforia de género.
En 2009, la Corte Suprema de Pakistán falló a favor de un grupo de travestis. El fallo histórico estableció que, como ciudadanos, tenían derecho a los mismos beneficios de los esquemas de apoyo financiero de los gobiernos federal y provincial, como el Programa de Apoyo a los Ingresos de Benazir (Benazir Income Support Programme, BISP). El presidente del Tribunal Supremo de Pakistán, Iftikhar Chaudhry, fue el artífice de la importante ampliación de los derechos de la comunidad transgénero de Pakistán durante su mandato.
En 2010, la Corte Suprema ordenó el pleno reconocimiento de la comunidad transgénero, incluida la provisión de instalaciones médicas y educativas gratuitas, planes de microcrédito y cuotas de trabajo para personas transgénero en todos los departamentos gubernamentales. No ordenaron protecciones para las personas transgénero contra la discriminación en los servicios públicos o la vivienda.
En 2017, el Tribunal Superior de Lahore ordenó al Gobierno que incluyera a las personas transgénero en el censo nacional. En febrero de 2018, un comité del Senado determinó que las personas transgénero podían heredar propiedades sin que una junta médica decidiera su género.
En mayo de 2019, Shireen Mazari, Ministra Federal de Derechos Humanos, nombró a Ayesha Moghul, una mujer transgénero, en su departamento por primera vez.